# むかわ町
むかわ町（むかわちょう）は、北海道胆振総合振興局東部に位置する勇払郡の町。

## 概要
ししゃもの産地および恐竜の町として知られる。自然や温泉に恵まれた環境で、国内有数の恐竜の化石が発掘される事でも知られている。2017年に発見されたむかわ竜の化石は国内最大級の恐竜であることが判明している。

### 名称の由来
町域を流れる川の名称でもある「鵡川」をひらがな表記したものである。なお「むかわ（鵡川）」自体はアイヌ語を由来とするが、原義ははっきりしない。
現町名は、鵡川町と穂別町合併時の新町名公募を踏まえ、「両町が地理的にイメージできる名前、また両町の歴史、 文化にちなんだ名前など、 町にふさわしい名前を基本」として「東いぶり」「穂別」「むかわ」「鵡川」の最終候補から、2005年（平成17年）2月25日に行われた合併協議会において、委員25名の投票により決定した。なお、決定に当たっては規約により「意見が分かれた場合は、出席委員の3分の2以上の賛成をもって決する」とされていたため、1回目では3分の2を超える候補がなかったことから、上位2候補（実際には同数が2つあったため3候補）で再度投票が行われている。
| 投票  | 東いぶり | 穂別 | むかわ | 鵡川 | 無効票 |
| ----- | -------- | ---- | ------ | ---- | ------ |
| 1回目 | 4        | 0    | 16     | 4    | 1      |
| 2回目 | 3        | -    | 19     | 3    | 0      |

## 地理
- 山：ハッタオマナイ岳（1021m）、主府久（1,018m）、宿弗山（867m）、佐主岳（618.6m）
- 河川：鵡川、穂別川、入鹿別川、湯の沢川、イクベツ沢川、モイベツ川、似湾川、珍川
- 湖沼：穂別ダム貯水池

### 気候
太平洋沿岸の旧鵡川町地区は、1月の平均気温が-6.0度、8月の平均気温が20.3度、年平均気温は7.1度。一方、内陸にある旧穂別町地区は、1月の平均気温が-8.1度、平均最低気温が-15.8度と非常に寒さが厳しく、厳寒期には-25度を下回ることも少なくない。
| 鵡川（1991年 - 2020年）の気候      | 鵡川（1991年 - 2020年）の気候 | 鵡川（1991年 - 2020年）の気候 | 鵡川（1991年 - 2020年）の気候 | 鵡川（1991年 - 2020年）の気候 | 鵡川（1991年 - 2020年）の気候 | 鵡川（1991年 - 2020年）の気候 | 鵡川（1991年 - 2020年）の気候 | 鵡川（1991年 - 2020年）の気候 | 鵡川（1991年 - 2020年）の気候 | 鵡川（1991年 - 2020年）の気候 | 鵡川（1991年 - 2020年）の気候 | 鵡川（1991年 - 2020年）の気候 | 鵡川（1991年 - 2020年）の気候 |
| 月                                 | 1月                           | 2月                           | 3月                           | 4月                           | 5月                           | 6月                           | 7月                           | 8月                           | 9月                           | 10月                          | 11月                          | 12月                          | 年                            |
| ---------------------------------- | ----------------------------- | ----------------------------- | ----------------------------- | ----------------------------- | ----------------------------- | ----------------------------- | ----------------------------- | ----------------------------- | ----------------------------- | ----------------------------- | ----------------------------- | ----------------------------- | ----------------------------- |
| 最高気温記録 °C （°F）             | 9.2 (48.6)                    | 11.2 (52.2)                   | 15.5 (59.9)                   | 22.2 (72)                     | 28.1 (82.6)                   | 30.5 (86.9)                   | 32.5 (90.5)                   | 33.5 (92.3)                   | 30.0 (86)                     | 24.3 (75.7)                   | 20.1 (68.2)                   | 15.0 (59)                     | 33.5 (92.3)                   |
| 平均最高気温 °C （°F）             | −0.7 (30.7)                   | 0.0 (32)                      | 3.9 (39)                      | 10.1 (50.2)                   | 15.4 (59.7)                   | 18.8 (65.8)                   | 22.4 (72.3)                   | 24.3 (75.7)                   | 22.0 (71.6)                   | 16.1 (61)                     | 8.8 (47.8)                    | 1.9 (35.4)                    | 11.9 (53.4)                   |
| 日平均気温 °C （°F）               | −6.0 (21.2)                   | −5.3 (22.5)                   | −0.4 (31.3)                   | 5.1 (41.2)                    | 10.5 (50.9)                   | 14.6 (58.3)                   | 18.7 (65.7)                   | 20.3 (68.5)                   | 16.9 (62.4)                   | 10.3 (50.5)                   | 3.8 (38.8)                    | −3.0 (26.6)                   | 7.1 (44.8)                    |
| 平均最低気温 °C （°F）             | −12.5 (9.5)                   | −12.1 (10.2)                  | −5.5 (22.1)                   | −0.3 (31.5)                   | 5.6 (42.1)                    | 11.0 (51.8)                   | 15.7 (60.3)                   | 16.9 (62.4)                   | 11.7 (53.1)                   | 4.3 (39.7)                    | −1.6 (29.1)                   | −8.7 (16.3)                   | 2.0 (35.6)                    |
| 最低気温記録 °C （°F）             | −26.2 (−15.2)                 | −26.7 (−16.1)                 | −23.9 (−11)                   | −11.7 (10.9)                  | −3.4 (25.9)                   | 1.5 (34.7)                    | 7.2 (45)                      | 6.4 (43.5)                    | 0.6 (33.1)                    | −5.1 (22.8)                   | −13.2 (8.2)                   | −22.8 (−9)                    | −26.7 (−16.1)                 |
| 降水量 mm （inch）                 | 27.8 (1.094)                  | 25.6 (1.008)                  | 41.2 (1.622)                  | 65.7 (2.587)                  | 103.2 (4.063)                 | 86.7 (3.413)                  | 127.5 (5.02)                  | 179.0 (7.047)                 | 141.0 (5.551)                 | 96.3 (3.791)                  | 72.9 (2.87)                   | 44.6 (1.756)                  | 1,018 (40.079)                |
| 平均降水日数 （≥1.0 mm）           | 7.9                           | 6.9                           | 8.0                           | 10.2                          | 11.3                          | 9.1                           | 10.7                          | 11.2                          | 10.6                          | 11.1                          | 11.1                          | 8.8                           | 117.4                         |
| 平均月間日照時間                   | 131.3                         | 139.8                         | 176.9                         | 175.7                         | 186.5                         | 148.8                         | 124.2                         | 146.3                         | 163.0                         | 160.8                         | 125.6                         | 121.5                         | 1,800.4                       |
| 出典1：Japan Meteorological Agency |                               |                               |                               |                               |                               |                               |                               |                               |                               |                               |                               |                               |                               |
| 出典2：気象庁                      |                               |                               |                               |                               |                               |                               |                               |                               |                               |                               |                               |                               |                               |

| 穂別（1991年 - 2020年）の気候      | 穂別（1991年 - 2020年）の気候 | 穂別（1991年 - 2020年）の気候 | 穂別（1991年 - 2020年）の気候 | 穂別（1991年 - 2020年）の気候 | 穂別（1991年 - 2020年）の気候 | 穂別（1991年 - 2020年）の気候 | 穂別（1991年 - 2020年）の気候 | 穂別（1991年 - 2020年）の気候 | 穂別（1991年 - 2020年）の気候 | 穂別（1991年 - 2020年）の気候 | 穂別（1991年 - 2020年）の気候 | 穂別（1991年 - 2020年）の気候 | 穂別（1991年 - 2020年）の気候 |
| 月                                 | 1月                           | 2月                           | 3月                           | 4月                           | 5月                           | 6月                           | 7月                           | 8月                           | 9月                           | 10月                          | 11月                          | 12月                          | 年                            |
| ---------------------------------- | ----------------------------- | ----------------------------- | ----------------------------- | ----------------------------- | ----------------------------- | ----------------------------- | ----------------------------- | ----------------------------- | ----------------------------- | ----------------------------- | ----------------------------- | ----------------------------- | ----------------------------- |
| 最高気温記録 °C （°F）             | 7.9 (46.2)                    | 14.6 (58.3)                   | 17.7 (63.9)                   | 25.4 (77.7)                   | 30.8 (87.4)                   | 32.6 (90.7)                   | 34.0 (93.2)                   | 34.8 (94.6)                   | 31.6 (88.9)                   | 25.1 (77.2)                   | 20.4 (68.7)                   | 14.3 (57.7)                   | 34.8 (94.6)                   |
| 平均最高気温 °C （°F）             | −0.9 (30.4)                   | 0.1 (32.2)                    | 4.1 (39.4)                    | 11.4 (52.5)                   | 17.7 (63.9)                   | 21.3 (70.3)                   | 24.5 (76.1)                   | 25.7 (78.3)                   | 22.4 (72.3)                   | 16.0 (60.8)                   | 8.2 (46.8)                    | 1.2 (34.2)                    | 12.6 (54.7)                   |
| 日平均気温 °C （°F）               | −8.1 (17.4)                   | −7.1 (19.2)                   | −1.6 (29.1)                   | 5.1 (41.2)                    | 11.3 (52.3)                   | 15.6 (60.1)                   | 19.5 (67.1)                   | 20.4 (68.7)                   | 16.2 (61.2)                   | 9.1 (48.4)                    | 2.4 (36.3)                    | −4.7 (23.5)                   | 6.5 (43.7)                    |
| 平均最低気温 °C （°F）             | −15.8 (3.6)                   | −15.5 (4.1)                   | −8.3 (17.1)                   | −1.2 (29.8)                   | 5.1 (41.2)                    | 10.8 (51.4)                   | 15.7 (60.3)                   | 16.4 (61.5)                   | 10.9 (51.6)                   | 3.3 (37.9)                    | −2.7 (27.1)                   | −10.7 (12.7)                  | 0.7 (33.3)                    |
| 最低気温記録 °C （°F）             | −30.2 (−22.4)                 | −30.3 (−22.5)                 | −27.8 (−18)                   | −13.2 (8.2)                   | −3.4 (25.9)                   | 0.4 (32.7)                    | 5.6 (42.1)                    | 6.4 (43.5)                    | 0.3 (32.5)                    | −5.5 (22.1)                   | −15.5 (4.1)                   | −28.6 (−19.5)                 | −30.3 (−22.5)                 |
| 降水量 mm （inch）                 | 43.2 (1.701)                  | 37.1 (1.461)                  | 58.5 (2.303)                  | 83.1 (3.272)                  | 110.9 (4.366)                 | 86.4 (3.402)                  | 133.2 (5.244)                 | 201.3 (7.925)                 | 152.4 (6)                     | 106.0 (4.173)                 | 97.9 (3.854)                  | 63.6 (2.504)                  | 1,173.5 (46.201)              |
| 降雪量 cm （inch）                 | 130 (51.2)                    | 110 (43.3)                    | 83 (32.7)                     | 9 (3.5)                       | 0 (0)                         | 0 (0)                         | 0 (0)                         | 0 (0)                         | 0 (0)                         | 0 (0)                         | 16 (6.3)                      | 101 (39.8)                    | 451 (177.6)                   |
| 平均降水日数 （≥1.0 mm）           | 10.3                          | 9.9                           | 10.6                          | 12.0                          | 11.4                          | 8.8                           | 10.7                          | 11.3                          | 11.2                          | 11.8                          | 12.8                          | 11.8                          | 132.5                         |
| 平均月間日照時間                   | 125.1                         | 121.3                         | 160.1                         | 173.2                         | 197.6                         | 173.2                         | 139.3                         | 149.4                         | 167.0                         | 150.8                         | 111.5                         | 113.4                         | 1,782                         |
| 出典1：Japan Meteorological Agency |                               |                               |                               |                               |                               |                               |                               |                               |                               |                               |                               |                               |                               |
| 出典2：気象庁                      |                               |                               |                               |                               |                               |                               |                               |                               |                               |                               |                               |                               |                               |

### 隣接している自治体
- 胆振総合振興局：厚真町
- 日高振興局：日高町、平取町
- 空知総合振興局：夕張市
- 上川総合振興局：占冠村

## 沿革
- 2006年（平成18年）
  - 3月27日 鵡川町・穂別町が合併し、勇払郡むかわ町発足。町役場は「総合支所方式」とし合併前の鵡川町役場を本庁舎、穂別町役場を総合支所とした。
  - 11月17日 「鵡川ししゃも」に商標権が設定される。
- 2007年（平成19年）
  - 4月23日 砺波市と姉妹都市提携・災害時相互支援協定を調印する。
  - 10月1日 「むかわ町金券」の発行を開始。
  - 11月16日 「ほべつメロン」に商標権が設定される。
- 2008年（平成20年）
  - 3月1日 むかわ町鵡川厚生病院を開設する。
  - 4月1日 鵡川地区の下水道事業及び穂別地区の上下水道事業に地方公営企業法を適用する。鵡川地区の上水道事業と併せ、事業名も「むかわ町上下水道事業」となる。

### 廃置分合の経緯
- 2003年（平成15年）
  - 1月15日 穂別町は日高町、平取町、門別町と4町で任意協議会設置。
  - 2月18日 鵡川町が加入。
  - 10月29日 鵡川町が離脱。
  - 12月8日 厚真町、早来町、追分町と5町で任意協議会「胆振東部5町合併問題・広域行政問題協議会」設置。
- 2004年（平成16年）
  - 3月17日 日高町、平取町、門別町との任意協議会から穂別町が離脱。
  - 5月6日 2町で法定協議会設置。
  - 5月27日 合併重点支援地域に指定される。
  - 6月11日 任意協議会「胆振東部5町合併問題・広域行政問題協議会」を解散。
- 2005年（平成17年）
  - 3月20日 穂別町の合併の是非を問う住民投票の結果「賛成（63%）」「反対（37%）」。新町名をむかわ町（むかわちょう）に決定。新町役場は現・鵡川町役場。
  - 3月23日 合併協定調印式。
  - 3月25日 廃置分合関連議案を2町が可決。
  - 3月30日 北海道知事に廃置分合申請書を提出。
  - 3月31日 合併協議完了に伴い、協議会を解散。
  - 7月1日 北海道議会において鵡川町と穂別町の廃置分合（合体)議案可決。
  - 7月8日 北海道知事が廃置分合を決定し、2町に廃置分合決定書を交付する。同日付で総務大臣に届け出。
  - 8月19日 鵡川町と穂別町の廃置分合について総務大臣告示。

## 行政
- 町長：竹中喜之（2014年3月23日 - ）

### 歴代首長
町長 （2006年 - 現在）
- 初代 山口憲造 （2006年4月23日 - 2014年1月31日、在任中死去）

## 産業
- 一次産業：むかわ町特産品※商標権登録順
  - 鵡川ししゃも：鵡川下流域ではシシャモが漁獲され、むかわ町は「シシャモの町」として知られる。
  - ほべつメロン[5]：農業は米・野菜・花卉・乳牛・肉牛・軽種馬と多様。

### むかわ町に本社を置く企業
- 株式会社カネダイ大野商店（水産物加工販売業）
  - むかわ町における現存する最古のシシャモ加工販売業。有名百貨店の物産展に出展、全国に発送を行う。
  - 2006年3月6日 北海道道庁が認定する「道産原料登録食品」にてカネダイ大野商店が製造している「生干ししゃも」が登録第一号、「珍味ししゃも」が登録第二号に認定される。
  - 2012年2月13日 北海道道庁が認定する「北のハイグレード食品」にカネダイ大野商店が製造している 「生干ししゃも」が選ばれ、北海道知事より認定・表彰される。
- いすゞ北海道試験場（自動車関連）
  - 元いすゞ自動車（株）のテストコースだったが、2002年に分社化しワーカム北海道として設立。現在は、いすゞの新型車の開発を始めいすゞ関連以外の案件も受託する。また、イベント等の会場としても使用されている。
- フラワーヒルズ（食品製造・システム開発）
  - むかわ町花岡地区に本社を置く会社。むかわ町産ななつぼしを使用した発芽玄米を製造・販売。
  - 社名の由来は本社所在地である「花岡」を英直訳したもの。

### 立地企業
- 三和化学研究所北海道工場（スズケングループ）[6]

### 農協・漁協
- 鵡川農業協同組合（JAむかわ）
- とまこまい広域農業協同組合（JAとまこまい広域）穂別支所
- 鵡川漁業協同組合
- 北海道農業共済組合（NOSAI北海道）いぶり東部家畜診療所穂別分室

### 金融機関
- 苫小牧信用金庫鵡川支店、穂別代理店
- 北央信用組合鵡川支店
- JAバンク北海道（北海道信用農業協同組合連合会）JAむかわ本所、JAとまこまい広域穂別支所

### 郵便局
- 鵡川郵便局（集配局、054-00xx・01xx地域）
- 穂別郵便局（集配局、054-02xx・03xx地域）
- 似湾郵便局
- 富内郵便局
- 旭岡郵便局
- 胆振豊田郵便局

### 宅配便
- ヤマト運輸：千歳主管支店日高富川センター（日高町）
- 佐川急便：苫小牧営業所（苫小牧市）

## 公共機関

### 国の機関
- 北海道森林管理局 胆振東部森林管理署 
  - 穂別森林事務所
  - 稲里森林事務所

### 警察
- 苫小牧警察署
  - 鵡川交番
  - 穂別駐在所

### 消防
胆振東部消防組合消防本部
- 鵡川支署
- 穂別支署

### 医療
- むかわ町国民健康保険穂別診療所
- むかわ町鵡川厚生病院

## 姉妹都市・提携都市

### 国内
- 富山県砺波市：2007年4月23日、調印。1995年、旧鵡川町と旧庄川町との間で姉妹都市提携を結び廃置分合により設置された砺波市とむかわ町でも引き継いでいたが、2007となみチューリップフェアへの招待にあわせ改めて調印した。

### 海外
なし

## 地域
- 穂別地区では国内で最大級の恐竜の化石を含む数々の古代生物の化石が豊富に産出し、一部は町立博物館で展示されている[1]。

### 人口
| |                                          |  |
| むかわ町と全国の年齢別人口分布（2005年） | むかわ町の年齢・男女別人口分布（2005年） |  |
| ■紫色 ― むかわ町 ■緑色 ― 日本全国 | ■青色 ― 男性 ■赤色 ― 女性                |  |
| むかわ町（に相当する地域）の人口の推移 \| 1970年（昭和45年） \| 15,554人 \| \| \| 1975年（昭和50年） \| 14,851人 \| \| \| 1980年（昭和55年） \| 14,591人 \| \| \| 1985年（昭和60年） \| 14,068人 \| \| \| 1990年（平成2年） \| 12,871人 \| \| \| 1995年（平成7年） \| 11,967人 \| \| \| 2000年（平成12年） \| 11,197人 \| \| \| 2005年（平成17年） \| 10,602人 \| \| \| 2010年（平成22年） \| 9,747人 \| \| \| 2015年（平成27年） \| 8,596人 \| \| \| 2020年（令和2年） \| 7,651人 \| \| |                                          |  |
| 総務省統計局 国勢調査より |                                          |  |
| 1970年（昭和45年） | 15,554人                                 |  |
| 1975年（昭和50年） | 14,851人                                 |  |
| 1980年（昭和55年） | 14,591人                                 |  |
| 1985年（昭和60年） | 14,068人                                 |  |
| 1990年（平成2年） | 12,871人                                 |  |
| 1995年（平成7年） | 11,967人                                 |  |
| 2000年（平成12年） | 11,197人                                 |  |
| 2005年（平成17年） | 10,602人                                 |  |
| 2010年（平成22年） | 9,747人                                  |  |
| 2015年（平成27年） | 8,596人                                  |  |
| 2020年（令和2年） | 7,651人                                  |  |

### 教育
高等学校
- 北海道鵡川高等学校
- 北海道穂別高等学校

中学校
- むかわ町立鵡川中学校
- むかわ町立穂別中学校

小学校
- むかわ町立鵡川中央小学校
- むかわ町立穂別小学校
- むかわ町立仁和小学校
- むかわ町立宮戸小学校
- むかわ町立富内小学校

## 交通

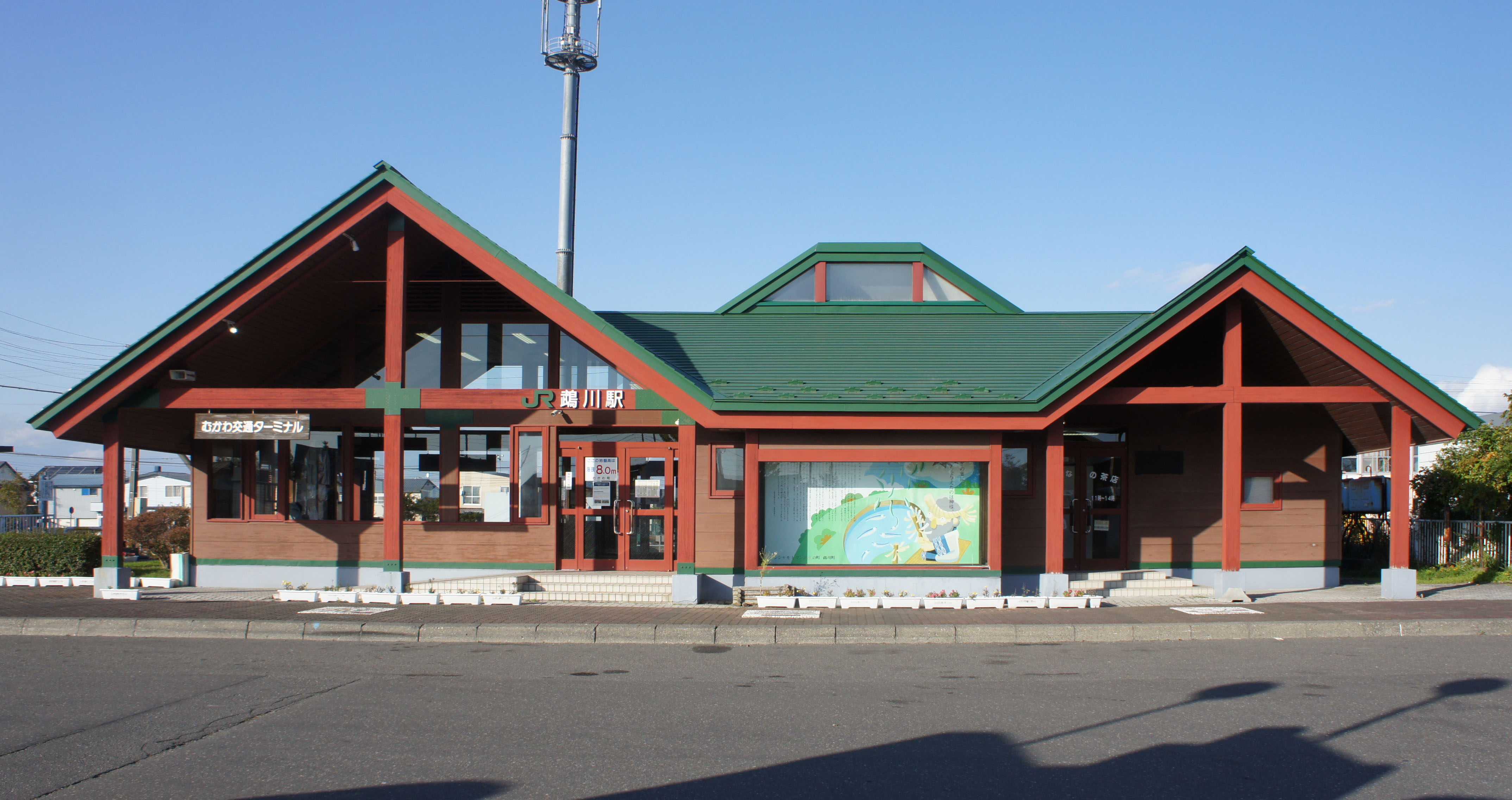
鵡川駅

### 鉄道路線
- 北海道旅客鉄道（JR北海道）
  - 日高本線：鵡川駅
    - かつては汐見駅も営業していたが、2021年4月1日付けで鵡川駅 - 様似駅間が廃止されたことにより、廃駅となった[7][8]。また2023年3月17日までは浜田浦駅もあった。

  - 石勝線が町内北部の山あいを通っている。ただし旅客駅はなく、信号場が2か所ある（オサワ・東オサワ）。
- かつては旧国鉄富内線が町内を経由し、豊城・春日・旭岡・栄・豊田・穂別・富内の各駅があった。1986年11月1日廃止。旧富内駅は駅舎・線路が保存されており、駅構内の備品は映画『鉄道員（ぽっぽや）』に使われている。なお旧富内駅舎とホーム・構内線路は2001年、登録有形文化財に登録された。

### バス
鵡川地区
2021年（令和3年）4月1日のJR日高本線鵡川駅以南廃止に伴い、運行系統調整等が行われた。
- 道南バス
  - 苫小牧市方面
  - 平取町方面
  - 静内方面
  - 札幌市方面「高速ペガサス号」

- あつまバス
  - 厚真町方面

- むかわ町営バス（むかわハイヤーに運行を委託）

穂別地区
- 道南バス
  - 厚真・早来・新千歳空港方面（特急便）

- むかわ町営バス（道南バス、穂別ハイヤーに運行を委託）

両地区連絡
- 道南バス
  - 鵡川中学校前〜穂別出張所〜富内・安住中央（富内線廃止代替。ただし振内・（旧）日高町方面へは連絡しない）

### タクシー
- むかわハイヤー
- 穂別ハイヤー

### 道路
- 高速道路
  - 道東自動車道：むかわ穂別IC
- 高規格幹線道路
  - 日高自動車道：鵡川IC
- 一般国道
  - 国道235号
  - 国道274号
- 主要地方道
  - 北海道道10号千歳鵡川線
  - 北海道道59号平取厚真線
  - 北海道道74号穂別鵡川線
  - 北海道道131号平取穂別線
- 一般道道
  - 北海道道575号鵡川停車場線
  - 北海道道610号占冠穂別線
  - 北海道道933号北進平取線
  - 北海道道983号米原田浦線
  - 北海道道1046号鵡川厚真線
  - 北海道道1165号むかわ穂別インター線
- 道の駅
  - むかわ四季の館

## 名所・旧跡・観光スポット・祭事・催事

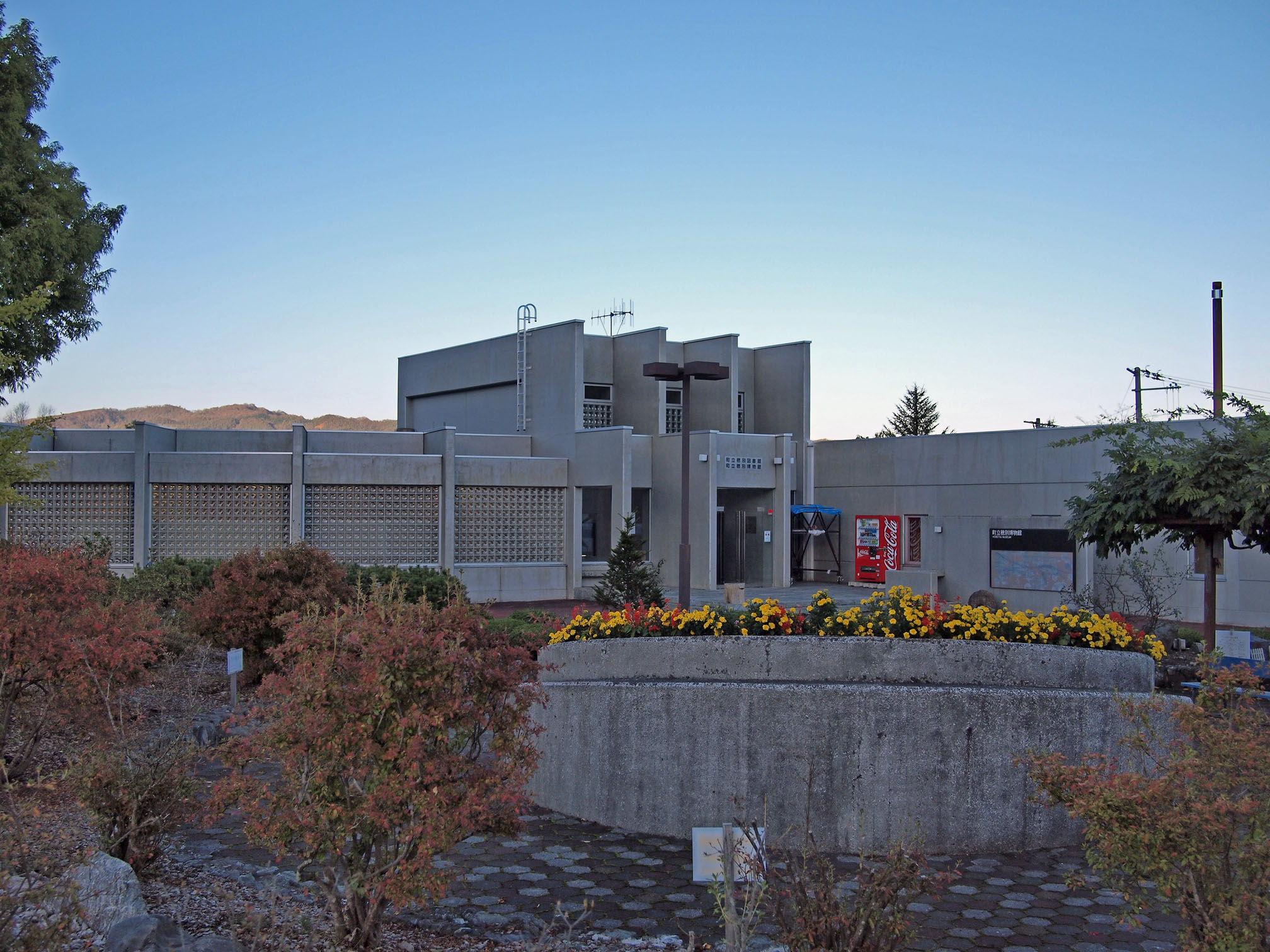
穂別博物館

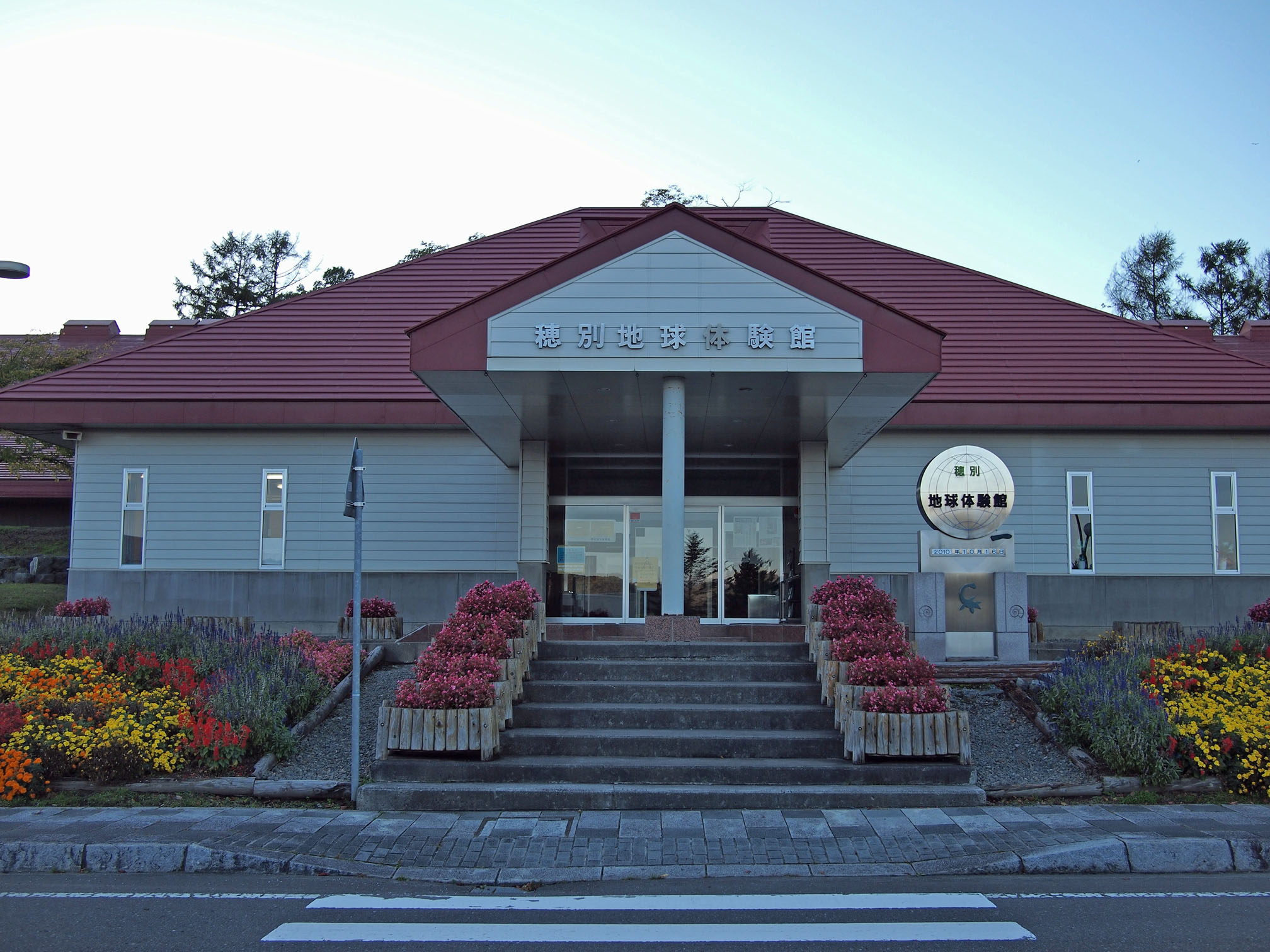
穂別地球体験館

### 文化財

#### 登録有形文化財
- 旧国鉄富内線富内駅施設（3件）
- 旧中村平八郎家住宅主屋

#### 重要無形民俗文化財
- アイヌ古式舞踊 - 鵡川アイヌ無形文化伝承保存会

#### その他
- 鵡川盛土墳墓群 - 道指定史跡
- 鵡川大漁地蔵尊 - むかわ町指定文化財
- 聖観世音菩薩像（通称賢治観音像） - むかわ町指定文化財
- ホベツアラキリュウ化石骨 - むかわ町指定文化財、むかわ町立穂別博物館[10]
  - むかわ竜：[11]

### 観光スポット
- むかわ温泉
- 樹海温泉
- 穂別博物館
- むかわ町穂別地球体験館

## 著名な出身者
- キートン山田（元声優、元ナレーター）
- 田畑真紀（スピードスケートオリンピック出場選手、バンクーバーオリンピック銀メダリスト）
- 関ナツエ（スピードスケートオリンピック出場選手）
- 鈴木靖（スピードスケートオリンピック出場選手）
- 椿文子（ショートトラックスケートオリンピック出場選手）
- 坂本一魔（マジシャン）
- 松井雄飛（ミュージシャン。元・鵡川高校野球部）
- 鈴木章[12]（科学者。2010年ノーベル化学賞受賞）
- 櫻原一雄（Honda R&D F1パワープラント開発責任者）
- 中村桐耶（サッカー選手）
- 河村説人（プロ野球選手）